# Hey Willpower
Hey Willpower est un groupe américain de musique électronique et RnB.

## Histoire
Hey willpower est formé par Will Schwartz (l'un des « queer alt-rockers » d'Imperial Teen) et le musicien de San Francisco Tomo Yasuda (de The Boy Explodes), sous le nom de willpower à San Francisco en juillet 2003. Ils changent leur nom en Hey Willpower en décembre 2004 après avoir reçu une ordonnance de cessation et d'abstention de la part d'un artiste appelé Will Power.
Schwartz et Tomo commencent à se produire dans la région de San Francisco à la fin de l'année 2003, puis entament des tournées aux États-Unis et en Europe. Ils recrutent des danseurs pour animer leurs spectacles, d'abord Donal Mosher et Chelsea Starr, puis Erin Rush et Justin Kelly. En 2007, Schwartz et Tomo partent en tournée en Europe avec une danseuse nommée Mecca, et une claviériste et DJ nommée Christelle. Au printemps/été 2008, les Schwartz, Tomo et Kelly se lancent dans une nouvelle tournée aux États-Unis et en Europe, en conservant Mecca et en ajoutant les danseurs Hayley Kaufmann et Joey Guillory.
Aux États-Unis, Hey Willpower sort un EP éponyme chez Cochon Records en 2005 (qui est épuisé et réédité sous le nom de Dance en 2007). Les singles Double Fantasy II et Hundredaire sortent, accompagnés de clips réalisés par Justin Kelly, membre du groupe. En 2006, un album intitulé PDA sort en Europe chez Tomlab,,. En 2006, le groupe contribue également à une reprise en duo de la chanson Chewing Gum de la chanteuse norvégienne d'electropop Annie. En 2007, le groupe enregistre une reprise de la chanson Heart It Races d'Architecture in Helsinki aux Different Fur Studios de San Francisco, avec l'ingénieur Patrick Brown.

## Discographie

### Albums studio
- 2005 : Hey Willpower (EP)
- 2006 : PDA
- 2007 : Dance (EP)

### Singles
- 2005 : Double Fantasy II
- 2005 : Hundredaire